# Gloster Javelin
El Gloster Javelin fue un caza interceptor todo tiempo que sirvió en la Royal Air Force desde finales de los años 1950 y casi toda la década siguiente; además fue el primer aparato dotado con alas en delta en entrar en servicio con la RAF y el último avión fabricado por la compañía Gloster.

## Diseño y desarrollo
El Javelin comenzó como una petición del Ministerio del Aire en 1947 para el desarrollo de un caza nocturno de alto rendimiento lo que condujo a la realización de la Especificación F.4/48 y la competición entre dos diseños; el Gloster GA.5 y el De Havilland DH.110, que también estaba siendo considerado por la Royal Navy. Cuando se constató que el diseño de Gloster estaría preparado antes y sería más fácil y barato de construir, el diseño de Havilland fue rechazado aunque la compañía continuaría su desarrollo privado hasta llegar al resultado del de Havilland Sea Vixen.
El diseño de Gloster tenía un aspecto distintivo, con sus alas en delta de gran superficie y poca carga y una cola en T con todos los empenajes en flecha que, conjuntamente con los flaps de borde de fuga alar, permitía aterrizajes con ángulos de ataque casi convencionales.
La configuración básica del avión se completaba con un tren de aterrizaje triciclo retráctil, dos turborreactores Armstrong Siddeley ASSa.6, fuselaje con cabina biplaza en tándem presurizada y un radar de interceptación instalado en el morro.
El primero de los siete prototipos realizó su primer vuelo matriculado WD804 el 26 de noviembre de 1951 bajo los mandos del piloto de pruebas Bill Waterman, dos meses después del primer vuelo del DH.110; y el 7 de julio de 1952 se ordenó la producción en serie bajo la nueva designación Javelin F(AW) Mk 1.
El primer ejemplar de serie, matriculado XA544, voló por primera vez el 22 de julio de 1954, realizando un período de pruebas antes de que el 29 de febrero de 1956 los tres primeros Javelin se entregaran al 46.º Squadron de la RAF en Odiham , Hampshire. 
A finales de 1956, el Javelin alcanzó la variante F(AW).7, que fue la primera en satisfacer las especificaciones del requisito original del Ministerio del Aire, y que se convertiría en la versión definitiva del avión (más tarde serían modificados para ser el modelo FAW.9). De hecho, antes de comenzar la producción del F(AW).7 ya se realizaron entregas del siguiente modelo, el F(AW).8. En consecuencia, los últimos 70 aviones FAW.7 fueron almacenados y remodelados como F(AW).9. Se fabricaron un total de 427 unidades de todas la variantes, más siete prototipos.

## Servicio operacional

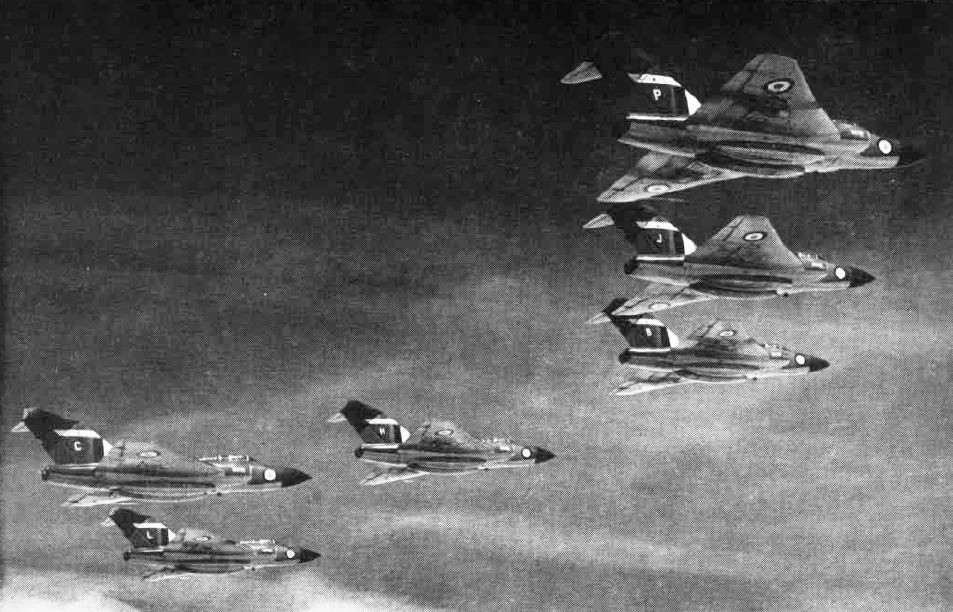
Escuadrilla de Gloster Javelin

El Javelin entró en servicio con la RAF en 1956 bajo el Escuadrón N.º 46 con base en Odiham, y entre 1959 y 1962 estuvo en catorce escuadrones. Después de 1962 empezaron a retirarse rápidamente, y hacia 1964 sólo dos escuadrones aún mantenía al Javelin entre sus aviones.
Durante la Confrontación indonesio-malaya, entre septiembre de 1963 y agosto de 1966, los Javelin del 60.º Escuadrón realizaron patrullas sobre las junglas de Malasia. En 1964, un C-130 Hércules de la Fuerza Aérea de Indonesia se estrelló al intentar evadir un Javelin. Durante junio de 1967 los Javelin se desplegaron en Hong Kong debido a las huelgas en la colonia durante la Revolución Cultural.
El último de los Javelin sería definitivamente retirado del servicio con la RAF en junio de 1967; aunque un avión permaneció en Boscombe Down hasta el 24 de enero de 1975. Se han preservado diez ejemplares en museos, pero ninguno tiene capacidad para volar.

## Variantes
Se construyeron 435 estructuras básicas, varias de ellas convertidas en distintos modelos, en ocasiones varias veces.
- F(AW).Mk 1: versión inicial con motores Armstrong Siddeley Sapphire Sa.6 de 35,6 kN de empuje cada uno, radar británico AI. Mk 17, cuatro cañones ADEN de 30 mm en las alas. Se fabricaron 40 unidades y siete prototipos.

- F(AW).Mk 2: reemplazó el radar Al.17 con un radar Westinghouse AN/APQ-43. Se fabricaron 30 unidades.

- T.Mk 3: variante de entrenamiento con doble mando sin radar y fuselaje alargado en 1,12 m para instalar el equipo de radar AI; mantenía los cuatro cañones y se fabricaron 23 unidades.

- F(AW).Mk 4: similar al FAW.2, introducía estabilizadores enterizos asistidos. Se fabricaron 50 unidades.

- F(AW).Mk 5: incorporaba un ala modificada para albergar mayor capacidad de combustible y cuatro misiles aire-aire de Havilland Firestreak en afustes subalares; 64 construidos

- F(AW).Mk 6: combinaba el radar (APQ-43) del F(AW) Mk 1 y del F(AW) Mk.2 y las alas revisadas del FAW.5. Se fabricaron 33 unidades.

- F(AW).Mk 7: modelo con los turborreactores Armstrong Siddeley Sapphire ASSa.7 de 48,9 kN de empuje cada uno. Armado con 2 cañones Aden de 30 mm y cuatro misiles aire-aire Firestreak. Se fabricaron 142 unidades.

- F(AW).Mk 8:  última versión de serie con motores Sapphire ASSa.7R con capacidad limitada de poscombustión que alcanzaba los 54,7 kN de empuje a 6000 m, aunque a baja altitud eran ineficientes, radar APQ-43 y piloto automático Sperry; 47 construidos.

- F(AW).Mk 9: redesignación de 76 F(AW).Mk 7 al ser convertidos a F(AW).Mk 8 estándar; posteriormente 22 de estos aparatos fueron provistos de sondas para reabastecimiento en vuelo y designados F(AW).9R.

## Especificaciones (F(AW).Mk 9)

### Características generales
- Tripulación: Dos (piloto y operador de radar)
- Longitud: 17,15 m
- Envergadura: 15,85 m
- Altura: 4,88 m
- Superficie alar: 86 m²
- Peso vacío: 10 886 kg
- Peso cargado: 14 325 kg
- Peso máximo al despegue: 19 580 kg
- Planta motriz: 2× turborreactor Armstrong Siddeley Sapphire ASSa 7.
  - Empuje normal: 48,9 kN de empuje cada uno.

### Rendimiento
- Velocidad nunca excedida (Vne): 1140 km/h
- Alcance: 1530 km
- Techo de vuelo: 15 865 m (52 800 pies)
- Régimen de ascenso: 27,45 m/s (5400 pies/min)
- Carga alar: 166 kg/m² (34 lb/(sq ft))
- Empuje/peso: 0,79

### Armamento
- Cañones: 

  - 4x ADEN de 30 mm en las alas
- Misiles: 

  - Hasta 4x misil aire-aire de Havilland Firestreak